# Ectogonia
Ectogonia là một chi bướm đêm thuộc họ Erebidae.